# Plajă la Sainte-Adresse
Plajă la Sainte-Adresse este o pictură în ulei pe pânză realizată în 1867 de Claude Monet. Prima sa expoziție a avut loc în 1876, cu reacții favorabile. A intrat în posesia lui Jean-Baptiste Faure, un cântăreț francez și colecționar de artă, care a achiziționat-o pentru colecția sa. În prezent se află în colecția Art Institute of Chicago, dăruită de Annie Swan Coburn în 1933 ca parte a colecției memoriale a domnului și doamnei Lewis Larned Coburn.
Acest tablou și Regată la Sainte-Adresse au fost pictate din locuri aproape identice în timpul aceleiași vizite la mătușa lui Monet. Plaja se concentrează asupra pescarilor, cu un cuplu aflat pe plajă în fundal, iar Regata pune accentul pe participarea la regată.